# Judiska nationella fronten
Judiska nationella fronten (hebreiska : חזית יהודית לאומית, Hazit Yehudit Leumit), allmänt känd i Israel genom sin hebreiska akronym, Hayil (hebreiska: חי"ל), är ett högerextremt politiskt parti i Israel.

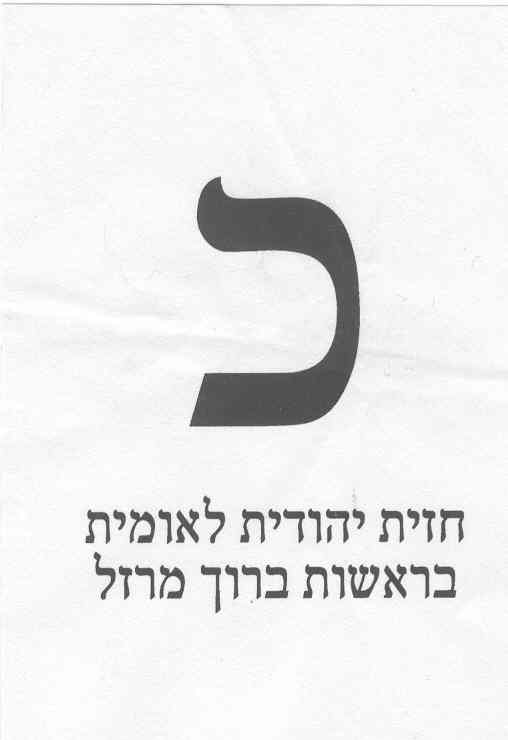
Valsedel för Judiska nationella fronten i 2006 års val

Partiet grundades i januari 2004 med Itamar Ben-Gvir som partiets talesman. Partiet deltog i valet 2006 till Knesset på en gemensam lista med professor Paul Eidelbergs parti "Yamin Israel" men fick mindre än de två procent som är minsta antal röster som krävs för att passera spärren för representation.
Eftersom Ben-Gvir och Baruch Marzel båda var ledande aktivister för Kach, är partiet mycket nära förknippat med Kahanism, den mest högerextrema strömningen i Israel, även om Marzel var nummer två på Kleiners Herutlista för Knessetvalet 2003.
År 2008, före valet för 18:e Knesset, gick partiet samman med "Eretz Yisrael Shelanu". De två fraktionerna gick senare samman med det större "Nationella unionen". Judiska nationella frontens representant Michael Ben-Ari fick fjärde plats på listan, och har därefter vunnit en plats i det 18:e Knesset 2009. Detta var första gången Judiska nationella fronten fick Knessetrepresentation.
Partiet kräver en ändring av landets valsystem så att Knessetledamöter företräder valkretsar i stället för att väljas på en partilista samt byte till ett statsskick med president. 
Det stöder också ett bevarande av Israel som en judisk stat genom att öka den judiska invandringen, begränsa invandring av människor som inte är judiska enligt halacha-lagarna, och judisk undervisning i allmänna skolor. Partiet är emot territoriell kompromiss, med hänvisning till inriktningen på rabbinen Chaim Zimmerman, som skrev en halakhisk pamflett med titeln "Förbud mot att minska markanvändningen i Eretz Yisrael".
Partiet upplöstes 2012.